# Luciu
Luciu is een Roemeense gemeente in het district Buzău.
Luciu telt 2951 inwoners.